# صمام مفرغ

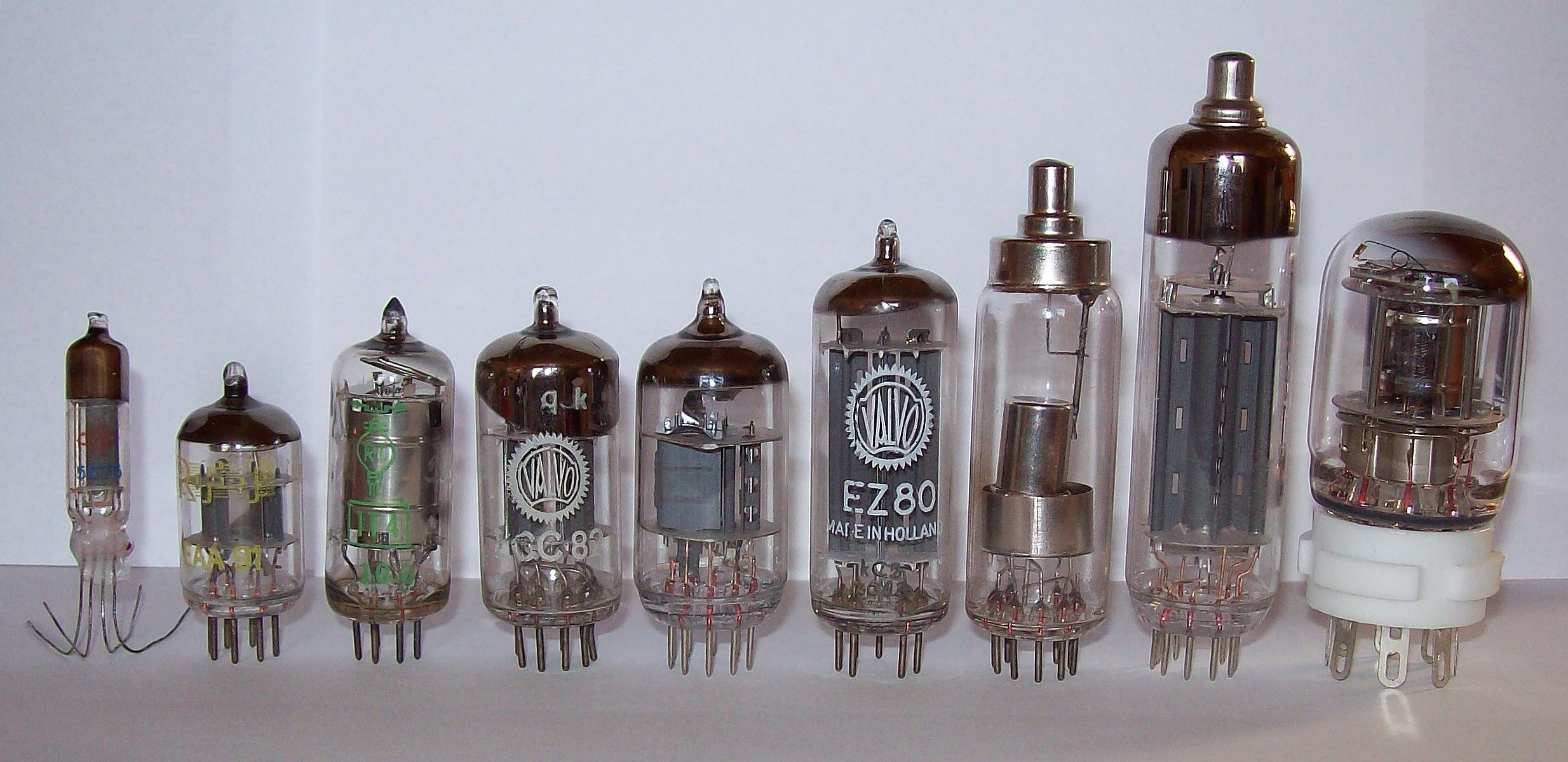
صمامات إلكترونية مختلفة.

الصمام الإلكتروني أو الصمام المُفرَّغ أو الصمام الفراغي أو الصمام الخلائي أو صمام إلكتروني (بالإنجليزية: Vacuum tube)‏ في إلكترونيات هو صمام مفرغ يستخدم في تضخيم الإشارات والترددات ومعالجتها، تستخدم في عدة أجهزة إلكترونية مختلفة مثل الراديو والتلفزيون ومكبرات الصوت وفي أجهزة البحث العلمي وغيرها. والصمام عبارة عن زجاجة مفرغة من الهواء يبلغ قطرها ثلاثة سنتيمترات وطولها سبعة سنتيمرات وكان منها ما يكافئ الدايود وما يكافئ الترانزستور في عملها . وكانت تحتاج إلى نحو 200 فولت من التيار المستمر لبدء تشغيلها، وكذلك كانت تحتاج لدوائر للتبريد بسبب ما تنتجه جانبيا من حرارة . ثم حل محلها الترانزستورات المعتمد على أنصاف النواقل التي تحتاج إلى 6 - 12 فولط فقط من التيار المستمر، وبذلك تخفض الترانزستورات من الطاقة الكهربائية المستهلكة، كما أن حجم الترانزستور أصغر كثيرا من الصمامات الإلكترونية، مما يتيح استخدامها في صناعة اجهزة صغيرة بحجم اليد، مثل الهاتف المحمول وفي صناعة الحاسوب.
لتجميع كمبيوتر شخصي متواضع الإمكانيات من النوع المتوافر حاليا يلزم غرفتين كاملتين مليئتين بالصمامات الإلكترونية 

## الية العمل
يحتوي الصمام على فتيل تسخين يتصل بالقطب السالب ( الكاثود ) بحيث يكون باعث للالكترونات نظرا لحرارته العالية بالتالي سهولة تحرر الالكترونات منه حيث يمكن ان تمر الالكترونات من القطب المتصل بالفتيل نحو الآخر لكن العكس غير ممكن

## اخطار الحرب الإلكترونية
عم في العصر الحديث استخدام الترانزستور بدلا من الصمامات الإلكترونية، فبها تضبط شبكات الكهرباء كما تعم الاتصلات بها من هاتف محمول وغيره. ويضبط بها عمل الأجهزة العسكرية، من دبابات ومصفحات وطائرات ومدافع، أجهزة اتصالاته والرادار واجهزة التصويب. ولاحظنا أن الترانزيستور يعمل بجهد صغير (فولطي)، وهو بذلك عرضة للفساد والشوشرة بسبب حساسيتها المرتفعة لأمواج أشعة غاما والأشعة السينية. لهذا فكر كل من المعسكر الغربي والشرقي في اختراع وتنفيذ قنابل بسيطة تفسد عمل الترانزستور على أرض العدو، فتشل جميع شبكاته الكهربائية وشبكات اتصالاته المدنية وغيرها مما يؤدي لانقطاع الاتصالات.
ولكن باستخدام الصمامات الإلكترونية وهي تقريبا غير حساسة للإشعاع فهي تقوم بعملها على وجه أكمل وليست عرضة لتلك الحساسية (تعمل بجهد 200 فولط). لذلك تحتاط الدول بأجهزة تعمل بالصمامات الإلكترونية كإجراء احتياطي في حال حدوث حرب إلكترونية.

## اقرأ أيضا
- جهد انحياز
- صمام تضخيم ضوئي
- صمام عزم مغزلي
- مضخم (إلكترونيات)